# Lampiní (Réthymnon)
Lampiní, en grec moderne : Λαμπινή ou Λαμπηνή, est un village du dème d'Ágios Vasílios, de l'ancienne municipalité de Lámpi, dans le district régional de Réthymnon, en Crète, en Grèce. Selon le recensement de 2011, la population de Lampiní compte 116 habitants. Le village est situé à une distance de 27 km de Réthymnon, à  4 km de Spíli et une altitude de 460 mètres.

## Recensements de la population
| Recensements | 1900 | 1920 | 1928 | 1940 | 1951 | 1961 | 1971 | 1981 | 1991 | 2001 | 2011 |
| ------------ | ---- | ---- | ---- | ---- | ---- | ---- | ---- | ---- | ---- | ---- | ---- |
| Population   | 154  | 186  | 215  | 241  | 246  | 226  | 171  | 187  |      | 171  | 116  |

## Source de la traduction
- (el) Cet article est partiellement ou en totalité issu de l’article de Wikipédia en grec moderne intitulé « Κεραμές Ρεθύμνου » (voir la liste des auteurs).